# Chapelle Notre-Dame-de-Grâce de Charmes
Pour les articles homonymes, voir Notre-Dame-de-Grâce (homonymie).
La chapelle Notre-Dame-de-Grâce de Charmes est un ancien lieu de culte catholique érigé au XIVe siècle à Charmes, dans le département français des Vosges en région Grand Est.

## Description
Cette chapelle fut bâtie vers 1490 par Thomassin. D'une nef unique, elle est soutenue par deux arcs brisés, chaque côté est percé de trois baies Renaissance. L'entrée se fait par une tour porche surmontée d'un clocheton et une réplique de la Vierge de Grâce sur le devant.

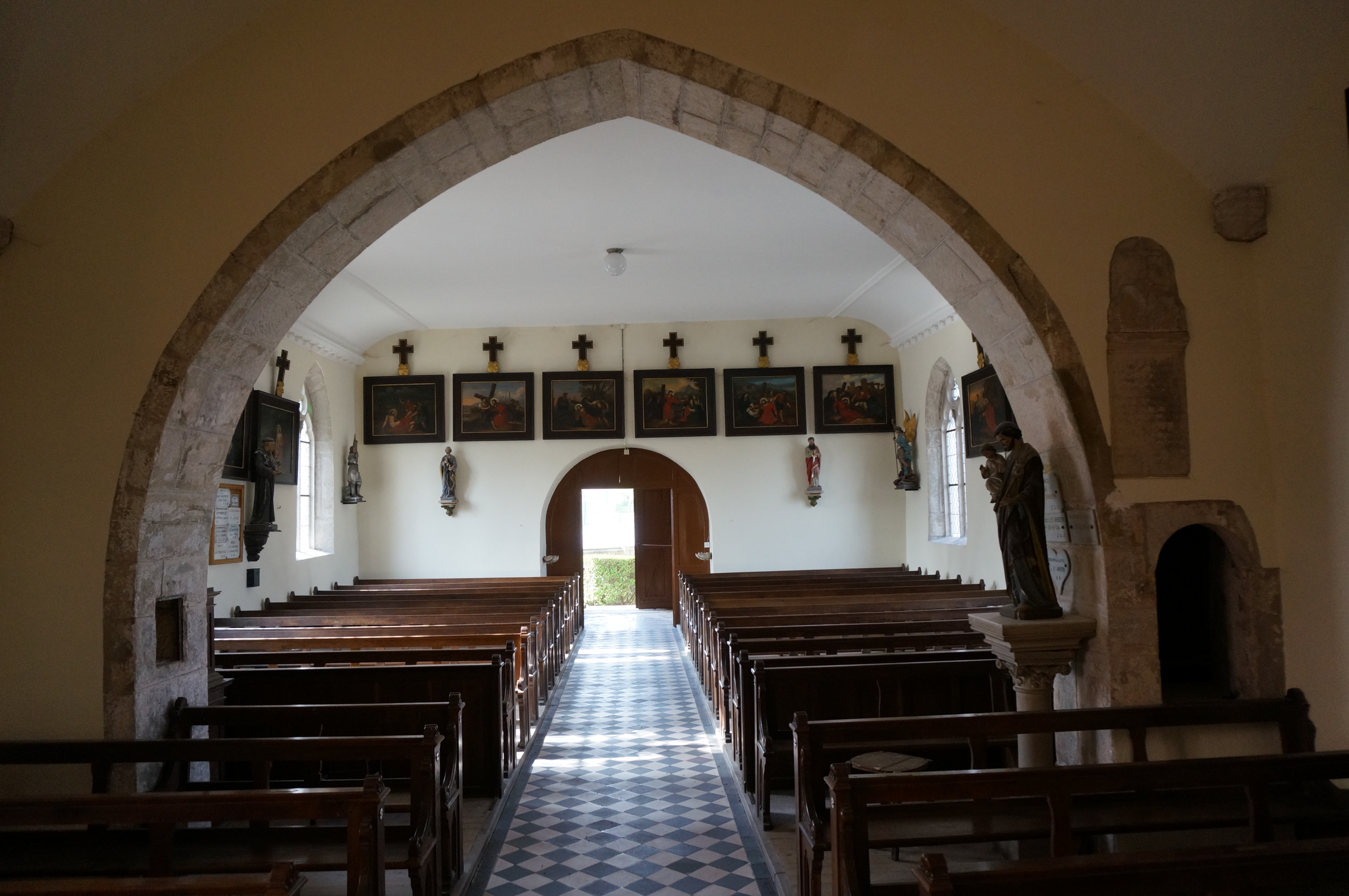
La nef vers le portail.

Elle se situe derrière le monument aux morts, celui de Jean Lambert-Rucki montrant le miracle d'Arnoul de Metz, patron des brasseurs, à l'angle de mur des anciennes brasseries.

## Intérieur
Elle recèle une riche décoration, un chemin de croix, trois autels :
- un dédié au Sacré-Cœur ;
- un dédié à Thérèse ;
- et l'autel principal qui est classé[2] avec son tableau, ses deux coupes, son Enfant Jésus et la Vierge de pitié.

L'objet principal est une Vierge à l'Enfant aussi nommée Notre-Dame de Grâce.

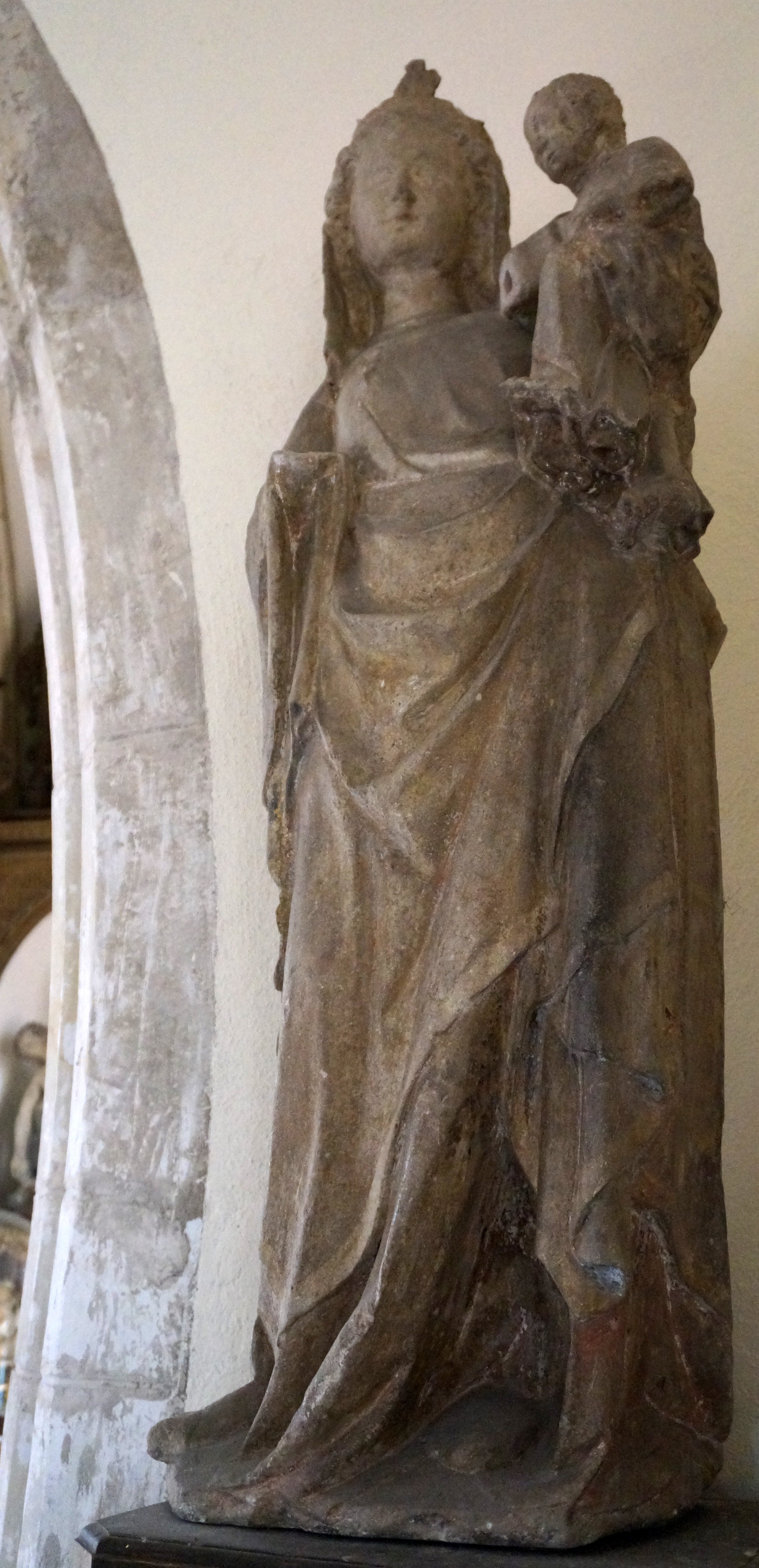
Notre-Dame de Grâce[3].
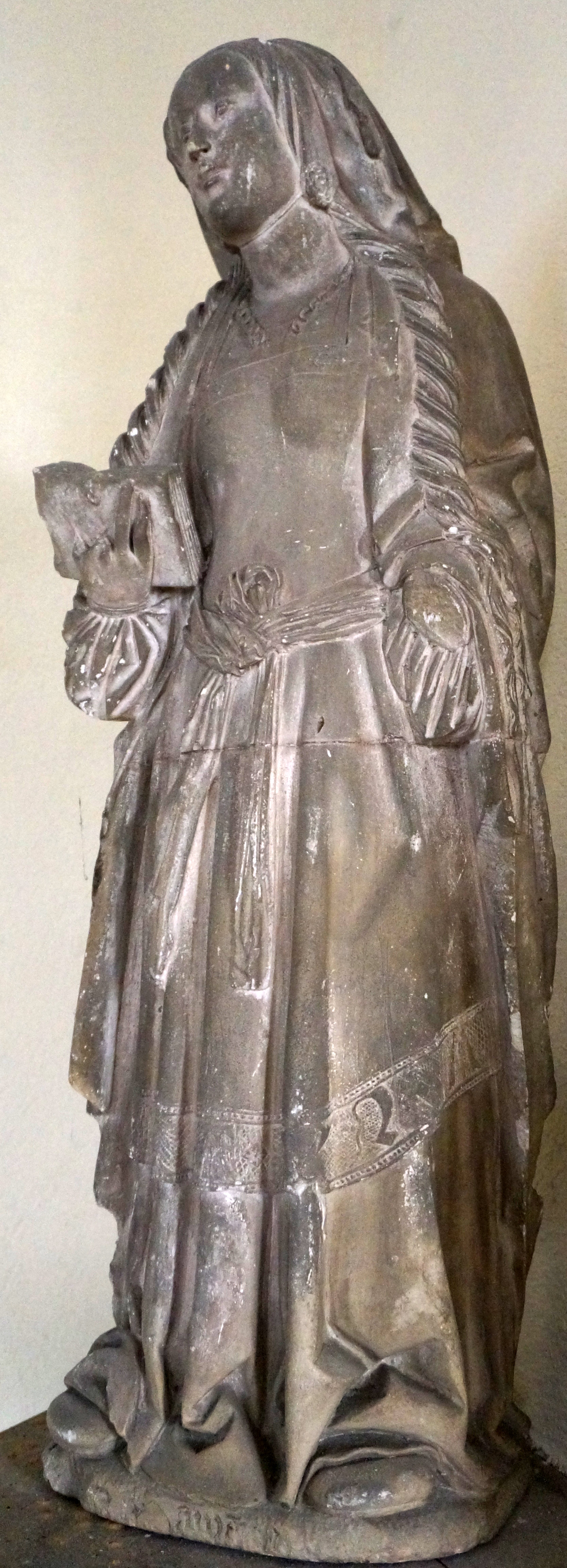
Sainte du XVIe[4].
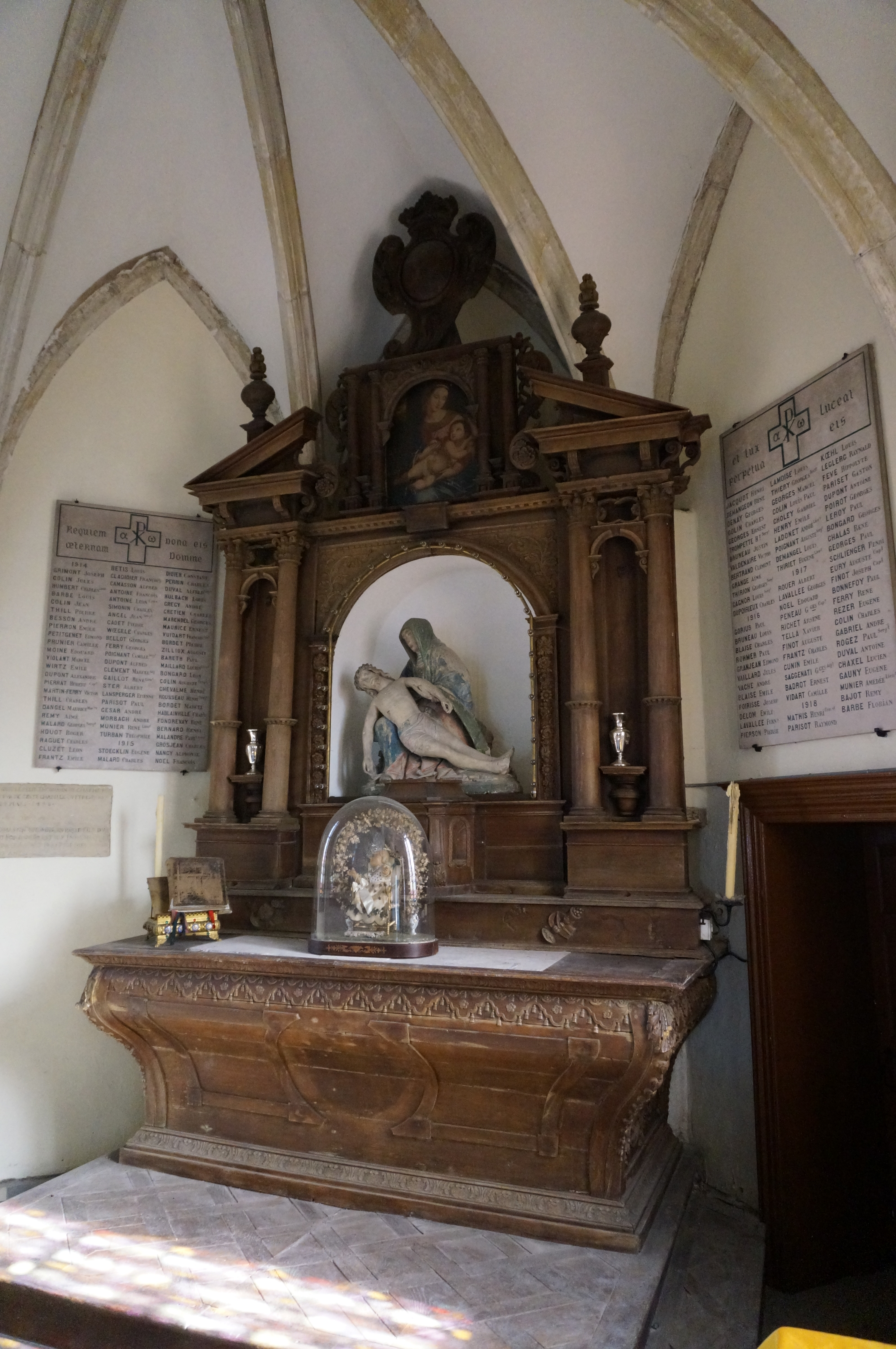
Autel classé[3].
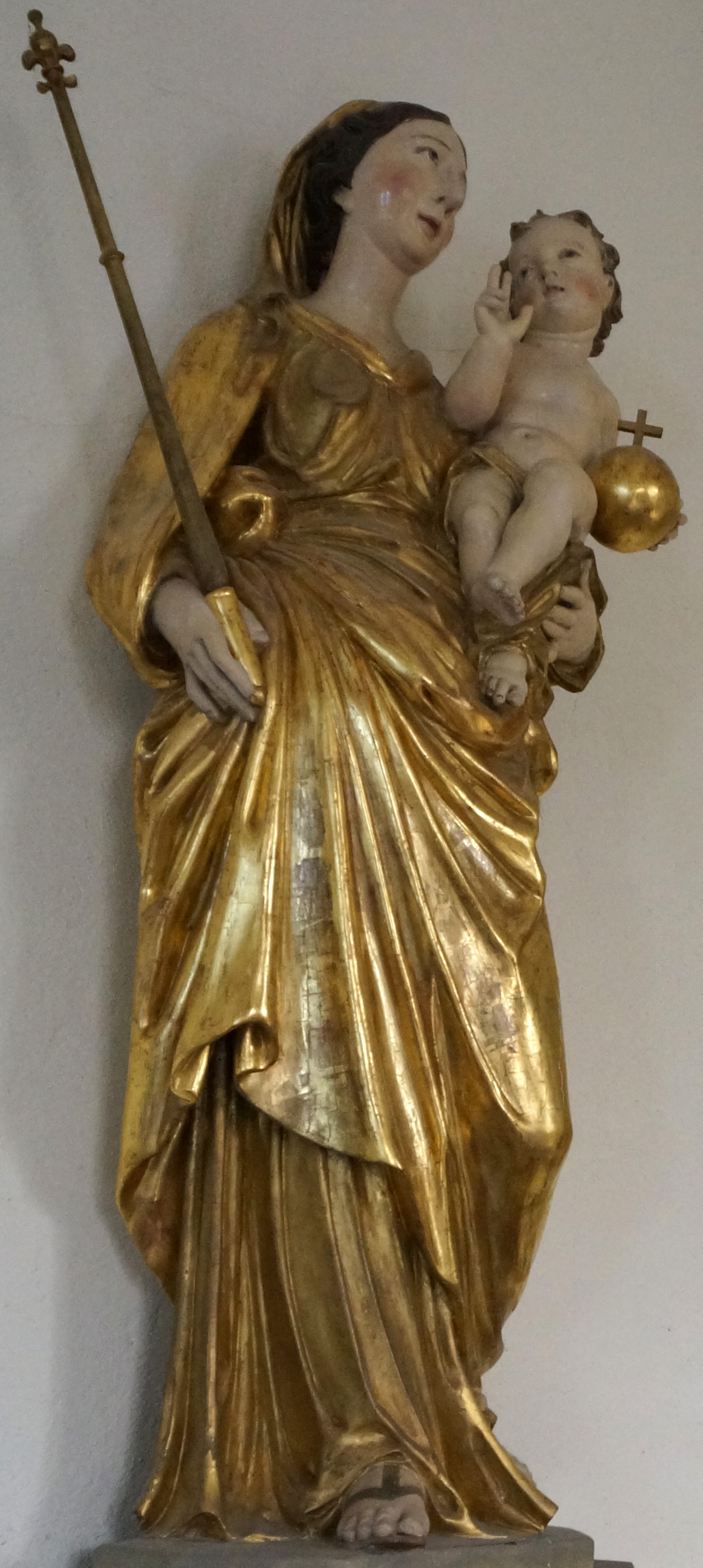
Vierge à l'Enfant, du XVIIIe siècle[5].
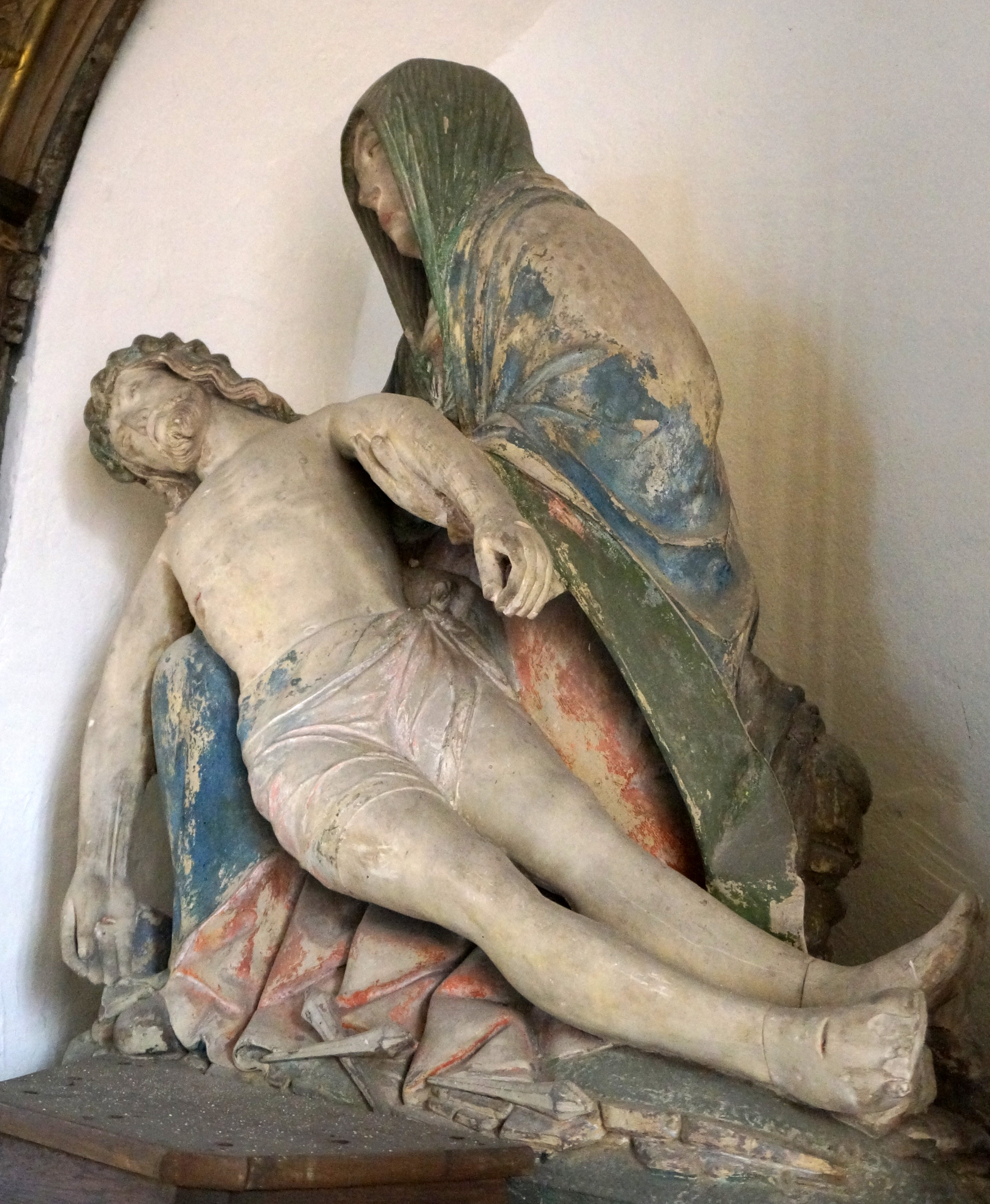
Vierge de pitié du XVIe siècle[6].
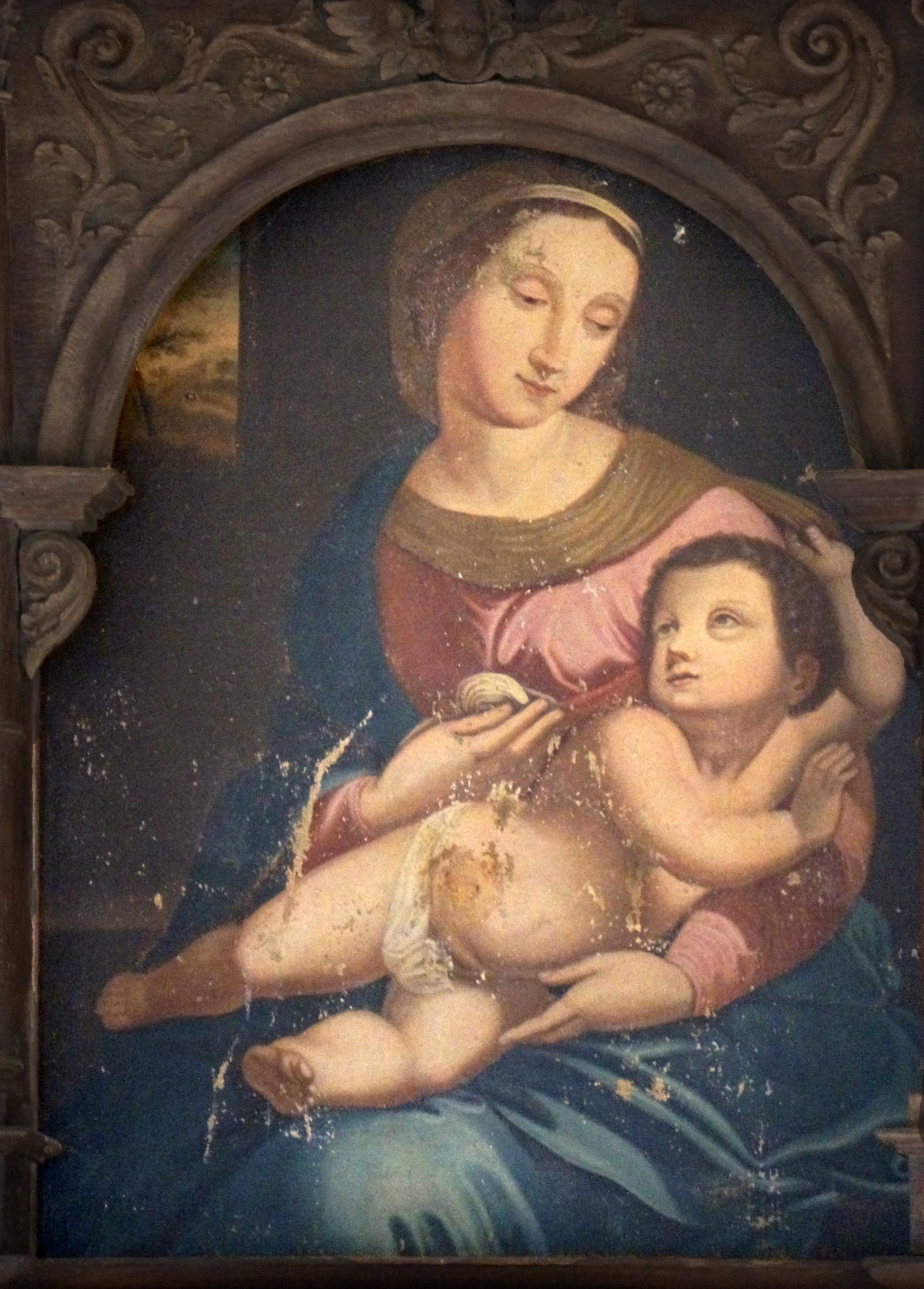
Tableau du retable.
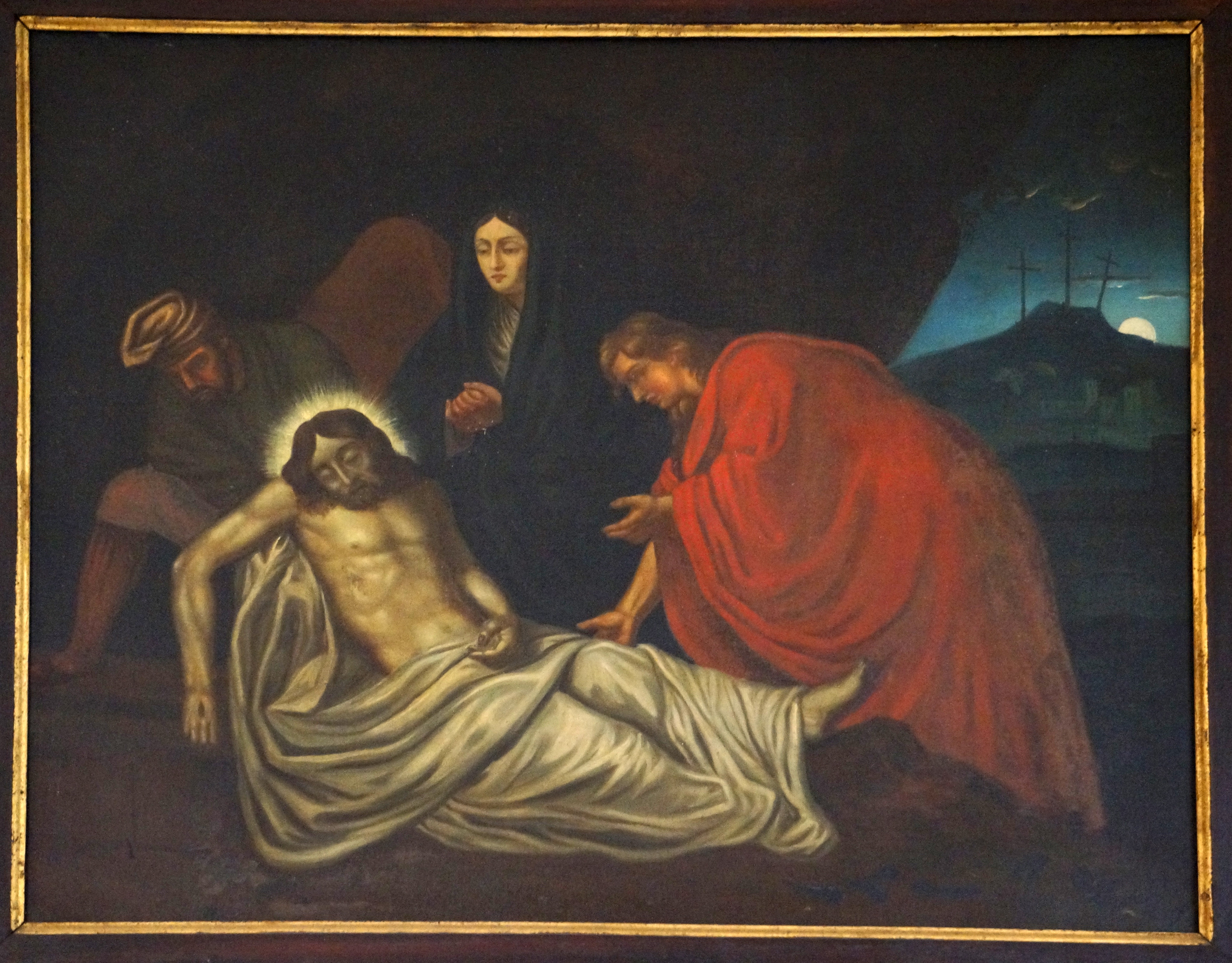
Tableau de la 13e station du chemin de croix : Descente de croix.
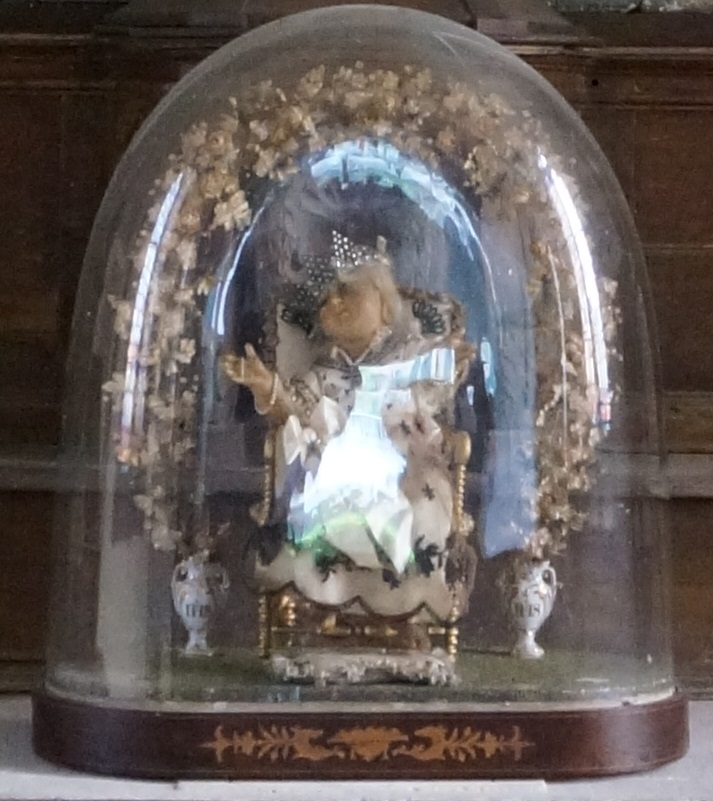
Enfant Jésus de la fin du XIXe siècle[7].